# توپ طلای ۲۰۲۳
توپ طلای ۲۰۲۳ (به انگلیسی: 2023 Ballon d'Or) ۶۷اُمین مراسم سالانه توپ طلا بود که توسط مجله فرانس فوتبال به لیونل مسی اهدا شد. برای دومین بار در تاریخ این جایزه، بر اساس نتایج فصل به جای سال تقویمی اعطا شد، فصلی که از ۱ اوت ۲۰۲۲ آغاز و در ۳۱ ژوئیه ۲۰۲۳ به پایان می‌رسد. نامزدها در ۶ سپتامبر ۲۰۲۳ اعلام شدند. این مراسم در ۳۰ اکتبر برگزار شد. در کنار جایزه مردان، توپ طلای زنان، جایزه کوپا، جایزه یاشین، جایزه سوکراتس، جایزه گرد مولر و جایزه باشگاه سال اهدا شد.

## توپ طلا
برای بازیکنانی که در طول فصل در چندین باشگاه حضور داشتند، فقط جدیدترین باشگاه ذکر شده است.
فهرست بازیکنانی که برای توپ طلای ۲۰۲۳ نامزد شده بودند:
| رتبه | بازیکن            | ملیت      | پست       | باشگاه                    | امتیازها |
| ---- | ----------------- | --------- | --------- | ------------------------- | -------- |
| ۱    | لیونل مسی         | آرژانتین  | مهاجم     | اینتر میامی               | ۴۶۲      |
| ۲    | ارلینگ هالند      | نروژ      | مهاجم     | منچستر سیتی               | ۳۵۷      |
| ۳    | کیلین امباپه      | فرانسه    | مهاجم     | پاری سن-ژرمن              | ۲۷۰      |
| ۴    | کوین دی بروینه    | بلژیک     | هافبک     | منچستر سیتی               | ۱۰۰      |
| ۵    | رودری             | اسپانیا   | هافبک     | منچستر سیتی               | ۵۷       |
| ۶    | وینیسیوس جونیور   | برزیل     | مهاجم     | رئال مادرید               | ۴۹       |
| ۷    | جولیان آلوارز     | آرژانتین  | مهاجم     | منچستر سیتی               | ۲۸       |
| ۸    | ویکتور اوسیمهن    | نیجریه    | مهاجم     | ناپولی                    | ۲۴       |
| ۹    | برناردو سیلوا     | پرتغال    | هافبک     | منچستر سیتی               | ۲۰       |
| ۱۰   | لوکا مودریچ       | کرواسی    | هافبک     | رئال مادرید               | ۱۹       |
| ۱۱   | محمد صلاح         | مصر       | مهاجم     | لیورپول                   | ۱۳       |
| ۱۲   | روبرت لواندوفسکی  | لهستان    | مهاجم     | بارسلونا                  | ۱۲       |
| ۱۳   | یاسین بونو        | مراکش     | دروازه‌بان | الهلال                    | ۱۰       |
| ۱۴   | ایلکای گوندوغان   | آلمان     | هافبک     | بارسلونا                  | ۸        |
| ۱۵   | امیلیانو مارتینز  | آرژانتین  | دروازه‌بان | استون ویلا                | ۷        |
| ۱۶   | کریم بنزما        | فرانسه    | مهاجم     | الاتحاد                   | ۶        |
| ۱۶   | خویچا کواراتسخلیا | گرجستان   | مهاجم     | ناپولی                    | ۶        |
| ۱۸   | جود بلینگام       | انگلیس    | هافبک     | رئال مادرید               | ۵        |
| ۱۹   | هری کین           | انگلیس    | مهاجم     | بایرن مونیخ               | ۴        |
| ۱۹   | لائوتارو مارتینز  | آرژانتین  | مهاجم     | اینتر میلان               | ۴        |
| ۱۹   | آنتوان گریزمان    | فرانسه    | مهاجم     | اتلتیکو مادرید            | ۴        |
| ۲۲   | کیم مین-جائه      | کره جنوبی | مدافع     | بایرن مونیخ               | ۳        |
| ۲۳   | آندره اونانا      | کامرون    | دروازه‌بان | منچستر یونایتد            | ۲        |
| ۲۴   | بوکایو ساکا       | انگلیس    | مهاجم     | آرسنال                    | ۱        |
| ۲۴   | یوشکو گواردیول    | کرواسی    | مدافع     | منچستر سیتی               | ۱        |
| ۲۶   | جمال موزیالا      | آلمان     | هافبک     | بایرن مونیخ               | ۰        |
| ۲۶   | نیکولو بارلا      | ایتالیا   | هافبک     | اینتر میلان               | ۰        |
| ۲۶   | رندال کولو موانی  | فرانسه    | مهاجم     | پاری سن-ژرمن              | ۰        |
| ۲۶   | مارتین اودگارد    | نروژ      | هافبک     | آرسنال                    | ۰        |
| ۲۶   | روبن دیاز         | پرتغال    | مدافع     | باشگاه فوتبال منچستر سیتی | ۰        |

1. ↑  مسی پس از پایان قراردادش با پاری سن-ژرمن به عنوان بازیکن آزاد با اینترمیامی قرارداد امضا کرد.
2. ↑  بونو در طول فصل توسط الهلال از سویا به خدمت گرفته شد.
3. ↑  گوندوغان پس از پایان قراردادش با منچستر سیتی به عنوان بازیکن آزاد با بارسلونا قرارداد امضا کرد.
4. ↑  بنزما پس از پایان قراردادش با رئال مادرید به عنوان بازیکن آزاد به الاتحاد پیوست.
5. ↑  بلینگام در طول فصل توسط رئال مادرید از بوروسیا دورتموند به خدمت گرفته شد.
6. ↑  کین در طول فصل توسط بایرن مونیخ از تاتنهام هاتسپر به خدمت گرفته شد.
7. ↑  کیم در طول فصل توسط بایرن مونیخ از ناپولی به خدمت گرفته شد.
8. ↑  اونانا در طول فصل توسط منچستریونایتد از اینتر میلان به خدمت گرفته شد.
9. ↑  گواردیول در طول فصل توسط منچسترسیتی از لایپزیگ به خدمت گرفته شد.
10. ↑  کولو موانی در طول فصل از آینتراخت فرانکفورت توسط پاری سن-ژرمن به خدمت گرفت.

## توپ طلای زنان
برای بازیکنانی که در طول فصل در چندین باشگاه حضور داشتند، فقط جدیدترین باشگاه ذکر شده است.
فهرست بازیکنانی که برای توپ طلای زنان ۲۰۲۳ نامزد شده بودند:
| رده | بازیکن             | ملیت     | پست            | باشگاه            |
| --- | ------------------ | -------- | -------------- | ----------------- |
| ۱   | آیتانا بونماتی     | اسپانیا  | هافبک          | بارسلونا          |
| ۲   | سامانتا کر         | استرالیا | مهاجم          | چلسی              |
| ۳   | سلما پارالوئلو     | اسپانیا  | مهاجم          | بارسلونا          |
| ۴   | فریدولینا رولفو    | سوئد     | مهاجم          | بارسلونا          |
| ۵   | مری ارپس           | انگلیس   | دروازه‌بان      | منچستر یونایتد    |
| ۶   | اولگا کارمونا      | اسپانیا  | مدافع          | رئال مادرید       |
| ۷   | الکساندرا پاپ      | آلمان    | مهاجم          | وولفسبورگ         |
| ۸   | پاتریشیا گویجارو   | اسپانیا  | هافبک          | بارسلونا          |
| ۹   | لیندا کایسدو       | کلمبیا   | مهاجم          | رئال مادرید       |
| ۱۰  | راشل دالی          | انگلیس   | مهاجم          | استون ویلا        |
| ۱۱  | میلی برایت         | انگلیس   | مدافع          | چلسی              |
| ۱۲  | هینا میازاوا       | ژاپن     | مهاجم          | مینوی سندای       |
| ۱۳  | لنا اوبردورف       | آلمان    | هافبک          | وولفسبورگ         |
| ۱۴  | کادیدیاتو دیانی    | فرانسه   | مهاجم          | پاری سن-ژرمن      |
| ۱۵  | آماندا آیلستد      | سوئد     | مدافع          | پاری سن-ژرمن      |
| ۱۶  | ماریا پیلار لئون   | اسپانیا  | مدافع          | بارسلونا          |
| ۱۷  | هایلی راسو         | استرالیا | مهاجم          | منچستر سیتی       |
| ۱۸  | اوا پایور          | لهستان   | مهاجم          | وولفسبورگ         |
| ۱۹  | گورو رایتن         | نروژ     | هافبک          | چلسی              |
| ۲۰  | آسیست اوشوآلا      | نیجریه   | مهاجم          | بارسلونا          |
| ۲۱  | آلبا ردوندو        | اسپانیا  | مهاجم          | لوانته            |
| ۲۲  | کیتی مک کیب        | ایرلند   | مدافع          | آرسنال            |
| ۲۳  | جورجیا استنوی      | انگلیس   | هافبک          | بایرن مونیخ       |
| ۲۴  | خدیجه شاو          | جامائیکا | مهاجم (فوتبال) | منچستر سیتی       |
| ۲۵  | سوفیا اسمیت        | آمریکا   | مهاجم          | پورتلند تورنز     |
| ۲۶  | وندی رنارد         | فرانسه   | مدافع          | لیون              |
| ۲۷  | یوئی هاسه‌گاوا      | ژاپن     | هافبک          | منچستر سیتی       |
| ۲۸  | دبینها             | برزیل    | مهاجم          | کانساس سیتی کارنت |
| ۲۹  | جیل رورد           | هلند     | هافبک          | وولفسبورگ         |
| ۲۹  | دافنی فان دومسیلار | هلند     | دروازه‌بان      | استون ویلا        |

## جایزه کوپا
برای بازیکنانی که در طول فصل در چندین باشگاه حضور داشتند، فقط جدیدترین باشگاه ذکر شده است.
فهرست بازیکنانی که برای جایزه کوپا ۲۰۲۳ نامزد شده بودند:
| رتبه | بازیکن            | ملیت    | پست   | باشگاه               |
| ---- | ----------------- | ------- | ----- | -------------------- |
| ۱    | جود بلینگام       | انگلیس  | هافبک | رئال مادرید دورتموند |
| ۲    | جمال موزیالا      | آلمان   | هافبک | بایرن مونیخ          |
| ۳    | پدری              | اسپانیا | هافبک | بارسلونا             |
| ۴    | ادواردو کاماوینگا | فرانسه  | هافبک | رئال مادرید          |
| ۵    | گابی              | اسپانیا | هافبک | بارسلونا             |
| ۶    | خاوی سیمونز       | هلند    | هافبک | لایپزیگ              |
| ۷    | الخاندرو بالده    | اسپانیا | مدافع | بارسلونا             |
| ۸    | آنتونیو سیلوا     | پرتغال  | مدافع | بنفیکا               |
| ۹    | راسموس هویلوند    | دانمارک | مهاجم | منچستر یونایتد       |
| ۹    | الی واهی          | فرانسه  | مهاجم | لانس                 |

## جایزه یاشین
فهرست دروازه‌بانانی که برای جایزه یاشین ۲۰۲۳ نامزد شده بودند:
| رتبه | بازیکن              | ملیت     | باشگاه       |
| ---- | ------------------- | -------- | ------------ |
| ۱    | امیلیانو مارتینز    | آرژانتین | استون ویلا   |
| ۲    | ادرسون              | برزیل    | منچستر سیتی  |
| ۳    | یاسین بونو          | مراکش    | سویا         |
| ۴    | تیبو کورتوا         | بلژیک    | رئال مادرید  |
| ۵    | مارک-آندره تر اشتگن | آلمان    | بارسلونا     |
| ۶    | آندره اونانا        | کامرون   | اینتر میلان  |
| ۷    | دومینیک لیواکویچ    | کرواسی   | دینامو زاگرب |
| ۸    | آرون رمسدیل         | انگلیس   | آرسنال       |
| ۹    | مایک منیان          | فرانسه   | میلان        |
| ۱۰   | بریس سامبا          | فرانسه   | لانس         |

## جایزه گرد مولر
| رتبه | بازیکن       | ملیت | پست   | باشگاه      |
| ---- | ------------ | ---- | ----- | ----------- |
| ۱    | ارلینگ هالند | نروژ | مهاجم | منچستر سیتی |

## جایزه سوکراتس
| رتبه | بازیکن          | ملیت  | پست   | باشگاه      |
| ---- | --------------- | ----- | ----- | ----------- |
| ۱    | وینیسیوس جونیور | برزیل | مهاجم | رئال مادرید |

## باشگاه سال مردان
| رتبه | باشگاه      | جمع | توپ طلا |
| ---- | ----------- | --- | --- |
| ۱    | منچستر سیتی | ۷   | جولیان آلوارز (آرژانتین) · کوین دی بروینه (بلژیک) · روبن دیاز (پرتغال) · ایلکای گوندوغان (آلمان) · ارلینگ هالند (نروژ) · رودری (اسپانیا) · برناردو سیلوا (پرتغال) |

## باشگاه سال زنان
| رتبه | باشگاه   | جمع | توپ طلای زنان |
| ---- | -------- | --- | --- |
| ۱    | بارسلونا | ۶   | آیتانا بونماتی (اسپانیا) · سلما پارالوئلو (اسپانیا) · فریدولینا رولفو (سوئد) · پاتریشیا گویجارو (اسپانیا) · ماریا پیلار لئون (اسپانیا) · آسیست اوشوآلا (نیجریه) |